# Gaetano de Ruggiero
Gaetano de Ruggiero (* 12. Januar 1816 in Neapel; † 9. Oktober 1896 in Rom) war ein italienischer Kardinal.

## Leben
Ruggero wurde am 12. Januar 1816 in Neapel geboren, im selben Jahr, in dem durch den Wiener Kongress das Königreich Neapel vom Haus Bourbon annektiert und das Königreich beider Sizilien gegründet wurde. Er stammte aus einer Familie der wohlhabenden Mittelschicht.
Seine Ausbildung erhielt Gaetano de Ruggiero in Schulen der Barnabiten und der Jesuiten, später besuchte er die Universität von Neapel. Am Anfang seiner Laufbahn war er Direktor der Zeitschrift Liberta cattolica. 1847 begab er sich nach Roma, wo er Referendar an den Gerichtshöfen der Apostolischen Signatur wurde. Später wurde er zum Richter der Consulta ernannt und Konsultor der Kongregation für die Bischöfe. Sein nächster Posten war der des Regens der Päpstlichen Kanzlei, dieses Amt füllte er von 1877 bis 1889 aus. Am 18. April 1885 erhielt er noch zusätzlich das Amt des Sekretärs der Sacra Congregazione della Fabbrica di San Pietro, welches er bis 1889 bekleidete. Zudem war er Kanoniker des Kapitels der patriarchalen Vatikanbasilika.
Im Konsistorium vom 24. Mai 1889 ernannte Papst Leo XIII. ihn zum Kardinaldiakon und verlieh ihm am 27. Mai 1889 das rote Birett und die Titeldiakonie Santa Maria in Cosmedin. Gaetano de Ruggiero wurde als Vollstrecker der päpstlichen Bullen von Benedikt XIV. für das Heiligtum von Assisi eingesetzt. Der Papst ernannte ihn am 3. Oktober 1889 zum Präfekten der Kongregation Propaganda Fide und zum General-Präsidenten der Camera di Spoliazione. Am 25. Juni 1894 wurde er mit dem Sekretariat der Apostolischen Breven  betraut und mit dem Titel des Großkanzlers der Päpstlichen Ritterorden ausgezeichnet.
Gaetano de Ruggiero starb am 9. Oktober 1896 nach langer Krankheit im Alter von 80 Jahren. Seine Totenfeier wurde in Sant’Andrea della Valle abgehalten und seine Beisetzung erfolgte in der Kapelle des Vatikanischen Kapitels auf dem Campo Verano.